# Humbert de Beaujeu (Montpensier)
Pour les articles homonymes, voir Humbert de Beaujeu et Beaujeu.
Ne doit pas être confondu avec Humbert V de Beaujeu.
Humbert de Beaujeu est un seigneur de Montpensier (1249-1285) et d'Herment, ainsi que connétable de France et gouverneur du Languedoc au XIIIe siècle.

## Biographie

### Origines et famille
Fils de Guichard (Ier) de Beaujeu-Montpensier (ca 1200-1249) et de Catherine Dauphine (1212-1240), fille de Guillaume, comte de Clermont, dauphin d'Auvergne - mariés en 1225 -, il est né dans les années 1230, a épousé Isabelle de Mello-St-Bris en 1260, qui ne lui donna qu'une seule fille, Jeanne de Beaujeu,, et est décédé en novembre 1285.
Il est membre de la fratrie suivante : 
1. Guichard II, seigneur de Montferrand (1249-1253) ;
2. Humbert, seigneur de Montpensier (1249-1285), de Montferrand (1253-1258), puis d'Herment (à partir de 1270) ;
3. Hérec, seigneur d'Herment (1245-1270) et maréchal de France (1265-1270) ;
4. Louis I, seigneur de Montferrand (1259-1280) ;
5. Guillaume de Beaujeu, frère de la commanderie du Temple de Montferrand (1253), grand maître de l'ordre du Temple[4] (1273), mort à Acre (1291)[5].

Le livre d'heures de Saint-Omer est considéré, peut être à tort, comme ayant été composé pour sa nièce, Marguerite de Beaujeu.

### Seigneur de Montpensier
Il prend la succession de son père en 1249 et prend part à la huitième croisade et non à la septième croisade comme on le dit (et où se distingue son oncle, Humbert V),,.

### Seigneur d'Herment
Il hérite en 1270 des biens de son frère Héric de Beaujeu, maréchal de France mort au siège de Tunis et devint donc seigneur d'Herment en Auvergne.

### Connétable de France
Il reçut l'épée de connétable en février 1260 et participe à la huitième croisade, aux côtés de saint Louis. Le siège de Tunis fut fatal au roi de France ainsi qu'au frère d'Humbert.
Chef des armées du roi Philippe le Hardi, il mena les troupes et conquit la Navarre entre 1276 et 1277, aux dépens de Jacques Ier d'Aragon. En 1278, il fut chargé avec Guy de Genève, évêque de Langres de faire signer une paix entre l’évêque de Valence, Amédée de Roussillon et Aymar IV de Poitiers, comte de Valentinois. Le roi de France le désigna comme son exécuteur testamentaire en 1285 à moins qu'il s'agisse de Guy de Genève.